# Шлегель (Тюрингия)
Шлегель (нем. Schlegel) — община в Германии, в земле Тюрингия.
Входит в состав района Заале-Орла. Подчиняется управлению Зале-Реннштейг. Население составляет 360 человек (на 31 декабря 2010 года). Занимает площадь 12,28 км².